# Віолетта (телесеріал)

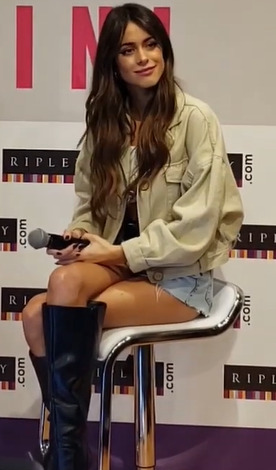
Мартіна Стоссель

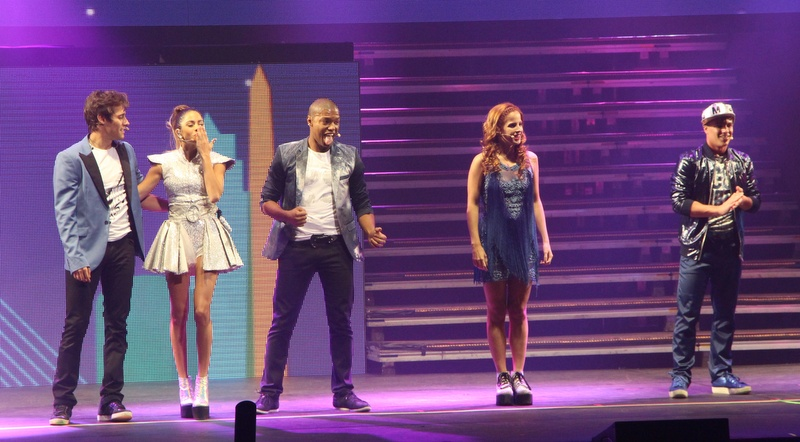

Віолетта (ісп. Violetta) — молодіжний телесеріал, спільний проект Disney Channel Латинської Америки, Європи, Близького Сходу, Африки і компанії Pol-ka Producciones.
Прем'єра «Віолетти» відбулася 14 травня 2012 року в Латинській Америці та Італії. В Україні прем'єра відбулася 22 квітня 2014 року.

## Сюжет

### 1 сезон
Серіал «Віолетта» оповідає про шляхи дівчини-підлітка у «великій» світ. Віолетта повертається в рідний Буенос-Айрес, де не була з 5-ти років. Тоді вона втратила матір, і батько відвіз її до Європи. Подорослішавши, Віолетта повертається в Аргентину. Їй доведеться пройти складні випробування і пізнати життя. У житті Віолетти з'явиться сестра її матері Анжи, яка приховує, хто вона, але щиро любить Вілу і піклується про неї. Віолетта знайде перших вірних друзів і зустріне свою любов. Завзятість і любов до музики допомагають дівчині вступити в престижну академію «Студія 21».

### 2 сезон
Томас назавжди виїхав до Іспанії, а Вілу помирилася і залишилася з Леоном. Після свого розкаяння Людмила продовжує підставляти Віолетту. У Леона з'являється новий суперник Дієго. Віолетта не відповідає на його залицяння, але той все одно знаходить спосіб розлучити її з Леоном. Тим часом за спиною Вілу Людмила та Дієго в змові, щоб вижити її зі студії. Леон намагається знайти розраду в обіймах Лари — свого механіка. Віолетта дуже сумує через те, що Леон з іншою. Але, врешті-решт, він залишається з Вілу. Дієго знаходить свого справжнього батька.

### 3 сезон
Після завершення світового туру країнами Європи, Віолетта і її друзі повертаються в Буенос-Айрес, для того, щоб закінчити останній рік навчання в Студії. З мріями і амбіціями група стикається з новими перешкодами, які має подолати. У Віолетти настали найкращі моменти в її житті, вона знаходиться поряд з Леоном, в той час як Людмила намагається зайняти її місце в «Youmix». Також Людмила, наприкінці сезону, стає її близькою подругою та сестрою

## Історія
Зйомки «Віолетти» почалися у вересні 2011 року і тривають досі. 22 грудня 2011 про серіал вперше було оголошено на каналі Disney, однак до квітня 2012 року ні приблизна, ні точна дата реалізації не оголошувалися. На початку квітня 2012 року на офіційному сайті Disney в Латинській Америці з'явився кліп «En Mi Mundo», виконаний Мартіною Штоссель, — саундтрек до серіалу; а 4 квітня 2012 року було оголошено про прем'єру, призначену на 14 травня 2012 року. Прем'єра 1-го сезону відбулася 14 травня 2012 року в Латинській Америці та Італії. У Росії прем'єра 1-го сезону відбулася 15 жовтня 2012 року. Друга половина 1-го сезону в Росії почалася з 25 березня 2013 року. Прем'єра 2-го сезону в Аргентині відбулася 29 квітня 2013 року. Прем'єра 2-го сезону в Росії відбулася 30 вересня 2013. Друга половина 2-го сезону в Росії почалася з 24 лютого 2014 року. А прем'єра 1-го сезону в Україні відбулася 22 квітня 2014.

## Прем'єри сезонів
| Сезон | Сезон | Кількість серій | Кількість серій | Прем'єра в Аргентині | Прем'єра в Аргентині | Прем'єра в СНД  | Прем'єра в СНД | Прем'єра в Україні | Прем'єра в Україні |
| Сезон | Сезон | Кількість серій | Кількість серій | Прем'єра             | Фінал                | Прем'єра        | Фінал          | Прем'єра           | Фінал              |
| ----- | ----- | --------------- | --------------- | -------------------- | -------------------- | --------------- | -------------- | ------------------ | ------------------ |
|       | 1     | 80              | 40              | 14 травня 2012       | 6 липня 2012         | 15 жовтня 2012  | 25 грудня 2012 | 22 квітня 2014     |                    |
|       | 1     | 80              | 40              | 3 вересня 2012       | 26 жовтня 2012       | 25 березня 2013 | 5 червня 2013  |                    |                    |
|       | 2     | 80              | 40              | 29 квітня 2013       | 21 червня 2013       | 29 вересня 2013 | 6 грудня 2013  |                    |                    |
|       | 2     | 80              | 40              | 19 серпня 2013       | 11 жовтня 2013       | 24 лютого 2014  | 25 квітня 2014 |                    |                    |
|       | 3     | 80              | 20              | 28 липня 2014        | 22 серпня 2014       | весна 2015      | весна 2015     |                    |                    |
|       | 3     | 80              | 20              | 22 вересня 2014      | 17 жовтня 2014       |                 |                |                    |                    |
|       | 3     | 80              | 20              | 17 листопада 2014    | 12 грудня 2014       |                 |                |                    |                    |
|       | 3     | 80              | 20              | 12 січня 2015        | 6 лютого 2015        |                 |                |                    |                    |

## Персонажі
- 'Віолетта «Вілу» Кастільо'  (ісп. Violetta «Vilu» Castillo) — головна героїня телесеріалу. Віолетта — сімнадцятирічна весела і яскрава дочка Германа Кастільо, яка в ранньому дитинстві втратила матір і був вивезена батьком в Європу. Через кілька років Віолетта разом з батьком повертається у своє рідне місто Буенос-Айрес, де незабаром в таємниці від батька вирішила поступити в «Студію 21» і навчатися співу і танців. Також Віолетта є племінницею Анжи Сарамего, молодшої сестри її матері, про що довгий час не знала. Крім усього цього, Віолетта протягом серіалу стикається з проблемою у відносинах між нею і двома хлопцями, з якими вона познайомилася відразу після повернення додому: Томасом і Леоном. Однак, незабаром після від'їзду Томаса, новою частиною любовного трикутника стає Дієго, якому Віолетта спочатку взаємністю не відповідала, але зрештою вона вибирає Леона. Після декількох місяців, вони розуміють, що просто не можуть один без одного.
- 'Леон Варгас'  (ісп. León) — Найкращий друг Андреса. У першому сезоні зустрічався з Людмилою. Спочатку хотів зблизитися з Віолетою, щоб насолити Томасу. Але пізніше закохався по-справжньому і завжди був упевнений, що вона буде з ним. У другому сезоні у Леона з'являється новий суперник за серце Віолетти — Дієго. Розлучається з Віолетою після її поцілунку з Дієго. Після зустрічався з Ларою. В кінці другого сезону залишився з Віолетою.
- 'Людмила «Людмила» Ферро'  (ісп. Ludmila «Ludmi» Ferro) — головна антагоністка серіалу. Людмила є дуже злісною й розважливою, і на її думку, найталановитішою дівчиною в «Студії 21». Вона постійно змагається з Віолетою, прагнучи всіма силами вижити їх із «Студії», оскільки боїться, що Віолетта може затьмарити її своїм талантом. Крім цього, Людмила весь час намагається домогтися прихильності у Томаса і відбити його у Віолетти, що нерідко їй вдавалося, але через свої розважливі плани до Віолетти, Людмила весь час втрачала його. Незабаром Томас їде в Іспанію, Людмила вирішує продовжити виживати Віолетту з «Студії», для чого вирішує використовувати свого друга Дієго, але план згодом провалюється. Несподівано для себе, Людмила незабаром закохується в друга Віолетти Федеріко, і любов до нього починає затьмарювати в ній ревнощі і ненависть до Віолетти.
- 'Дієго Ернандес'  (ісп. Diego Hernández) — третій коханий Віолетти, що з'явився у другому сезоні серіалу. Спочатку Дієго дуже не сподобався Віолетті через свою наглість і зарозумілість, але незабаром між ними виникають почуття. Потайки від Віолетти, Дієго заради того, щоб знайти свого батька (яким згодом виявляється один з вчителів студії, Грігоріо), разом з Людмилою розробляли план по виживанню Віолетти з «Студії 21» (у другому сезоні «On Beat»), але поступово, Дієго починає по-справжньому закохуватися в Віолетту, і вирішує захищати її від Людмили. Але коли Віолетті, за допомогою Леона і Франчески, вдається дізнатися про плани Дієго і Людмили, вона розлучається з Дієго і повертається до Леона. У 3 сезоні починає зустрічатися з Франческою.
- 'Франческа «Фран» Кавілья'  (ісп. Francesca «Fran» Cauviglia) — одна з учениць в «Студії 21», найкраща подруга Віолетти, з якою вона познайомилася, коли Віолетта вирішила брати уроки музики в одного з вчителів — Бето. Спочатку Франческа недолюблювала Віолетту, оскільки вважала що їй подобається Томас (в якого Франческа в той момент була по вуха закохана), але незабаром дівчата подружилися. Франческа багато разів намагалася стати дівчиною Томаса, але весь час їй це не вдавалося. Після повернення Томаса в Іспанію, Франческа почала зустрічатися з новим учнем в «Студії» — Марко, але нерідко між їхніми відносинами вставали різні перешкоди, в тому числі і колишня дівчина Марко. У 3 сезоні починає зустрічатися з Дієго.
- 'Камілла «Камі» Торрес'  (ісп. Camila «Cami» Torres) — одна з учениць «Студії», що має талант до співу, але не досягла творчої зрілості. Каміла близька подруга Франчески і Віолетти, нерідко дає поради щодо відносин обом подругам. Довгий час вона була одна, але незабаром закохалася в Бродвея, бразильця запрошеного в «Студію» Грігоріо. Дізнавшись що Бродвей є шпигуном Грігоріо, Камілла пориває з ним і починає зустрічатися з Максі, але не довго оскільки обидва зрозуміли, що краще залишитися друзями, після зустрічалася з запрошеним в «Студію» Ді-Джеєм, після чого він поїхав, і вона стала зустрічатися з Сєбою (учасником групи «Rock Bones»), але незабаром Себа розлучається з Камі, але після цього знову зустрічається з Бродвеєм.
- 'Максиміліано'   '«Максі» Понте'  — один з учнів «Студії». Максі близький друг Камілли, Віолетти і Франчески. В кінці першого сезону закохався в Наті, але Людмила заважала їхнім стосункам. У другому сезоні довгий час був один, але незабаром почав зустрічатися з Каміллою, але недовго оскільки обидва вирішили залишитися друзями, після чого став зустрічатися з Наті. У 3 сезоні розлучається з Наті, але пізніше вони миряться.